# Trpežni golšec
Trpežni golšec (znanstveno ime Mercurialis perennis) je trajnica iz družine mlečkovk.

## Opis
Trpežni golšec je do 30 cm visoka dvodomna rastlina, ki najpogosteje uspeva v listnatih in mešanih gozdovih. Cveti od aprila do maja. Sveža rastlina je strupena, posušena zel pa se v ljudskem zdravilstvu uporablja kot čaj in pomaga proti menstruacijskim težavam. Uporablja se tudi pri pomanjkanju teka, motnjah v črevesju in želodcu ter proti revmi.